# Dynamene bifida
Dynamene bifida is een pissebed uit de familie Sphaeromatidae. De wetenschappelijke naam van de soort is voor het eerst geldig gepubliceerd in 1930 door Torelli.